# نان رگاگ
نان رِگاگ یا با نام های دیگر نان توموشی، نان لیتَک، نان رهته، و به عربی نان رقاق یکی از نان‌های سنتی و قدیمی محبوب اچم‌ها (خودمونی‌ها) و بندری‌ها (هرمز‌ها) در استان هرمزگان و جنوب استان فارس و شرق استان بوشهر است. این نان در کشورهای خلیجی مورد استفاده اچم ها و عرب ها است عرب ها آن را از اچمی ها آموختند. در تمامی بازار های قدیمی در کشور های خلیجی موجود و رایج است. معمولاً در وعده‌های غذایی، مخصوصاً صبحانه استفاده می‌شود، چون طبخ این نان ساده است، و از خصوصیات آن می‌توان به استفاده نکردن خمیرترش یا مخمر اشاره کرد.

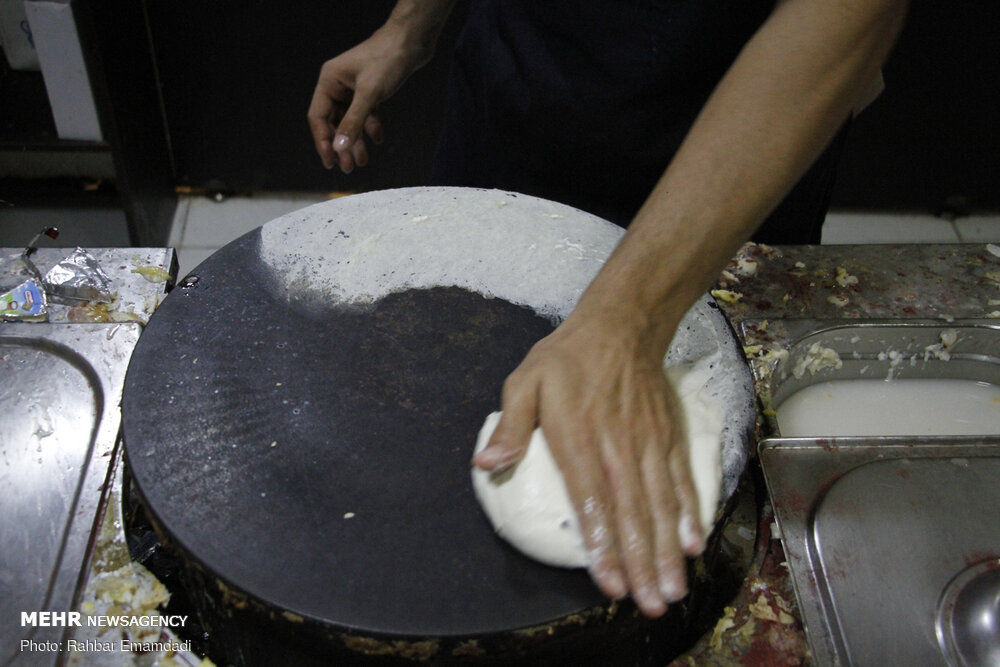

به این صورت که وقتی ساج یا تاوه داغ شد با لایه نازکی از خمیر سطح تابه را می‌پوشانند، سپس بر روی آن تخم مرغ و پنیر می‌مالند، وقتی خمیر برشته شد مقداری روغن، مهیاوه و روی آن می‌پاشند

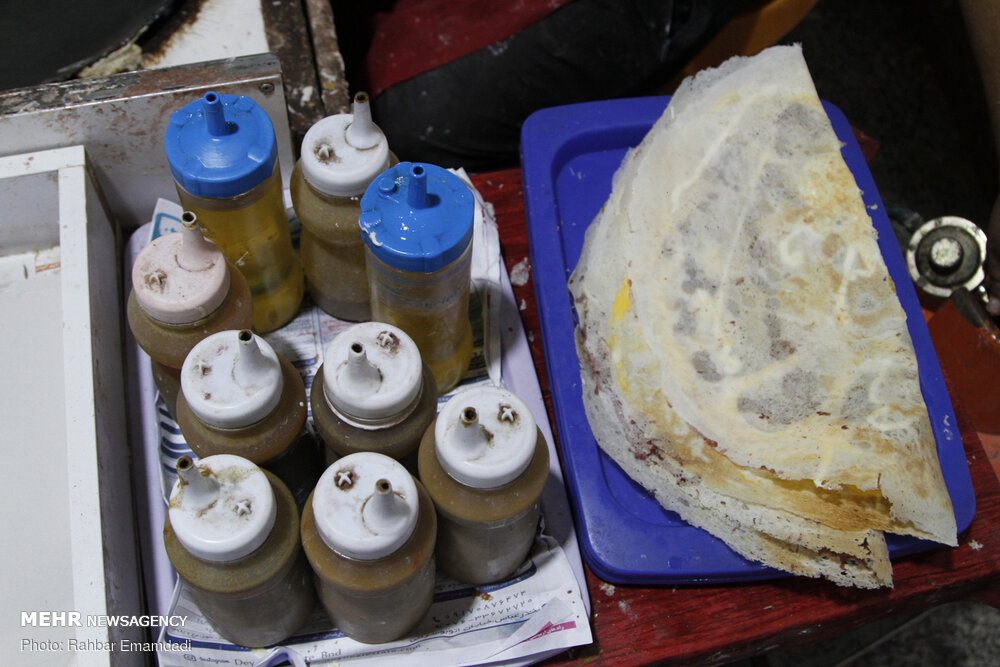
آماده‌سازی قبل از خوردن با انواع سس

مهوه (مهیاوه، مَهیَه) و سوراغ دو نوع سس هستند که از ترکیب ماهی ساردین خشک و پودر شده، پوست نارنج، خاک سرخ هرمز، آب و ادویه درست می‌شود.

## نان تموشی
نان رگاگ چون به دلیل اینکه این نان در تمام مکان‌های جنوب ایران به شکل‌های گوناگونی پخت و آماده‌سازی می‌شود، لازم است ذکر شود که اگر خود این نان به شکل خالی پخته شود و هیچ گونه ماده‌ای به آن اضافه نشود به آن، نان تموشی گفته می‌شود.

## مناطق طبخ
این نان را در هر منطقه به روش خاصی پخته می‌شود. در ایران و پاکستان این نان‌ها را با استفاده از گندم کامل تهیه می‌کنند و برای تغییر بو از رازیانه، زیره، گشنیز و دانه خردل استفاده می‌کنند.

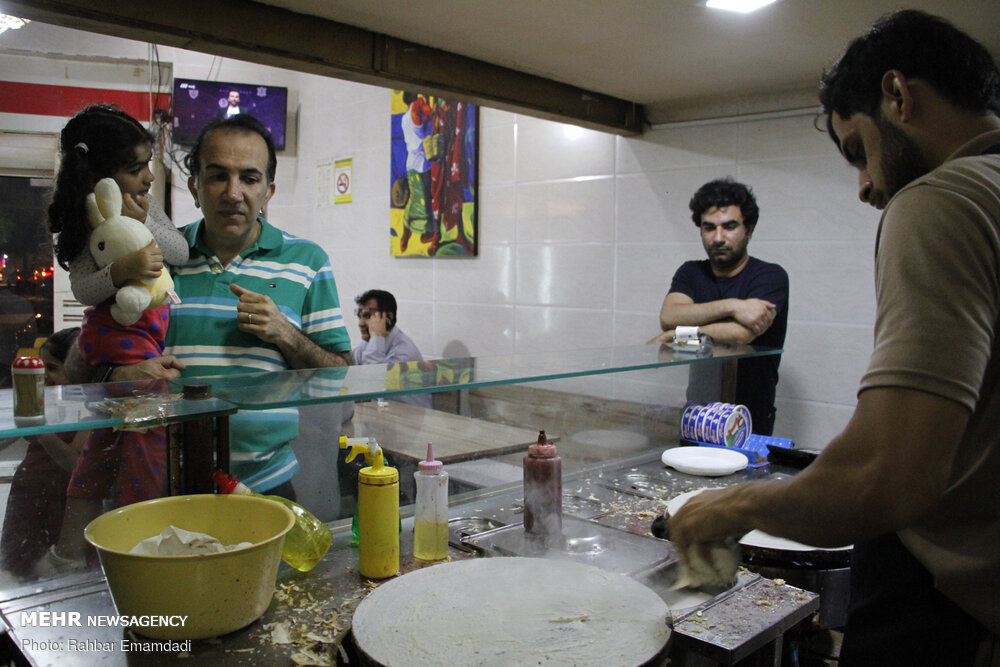

این نان‌ها در خیابان‌های هرمزگان و استان فارس و کشورهای عربی نیز سرو می‌شود. همچنین این نان‌ها یکی از گزینه‌های منوی رستوران‌های این مناطق هستند که می‌توان به عنوان پیش غذا با ماست محلی سفارش دهند.

## نگارخانه

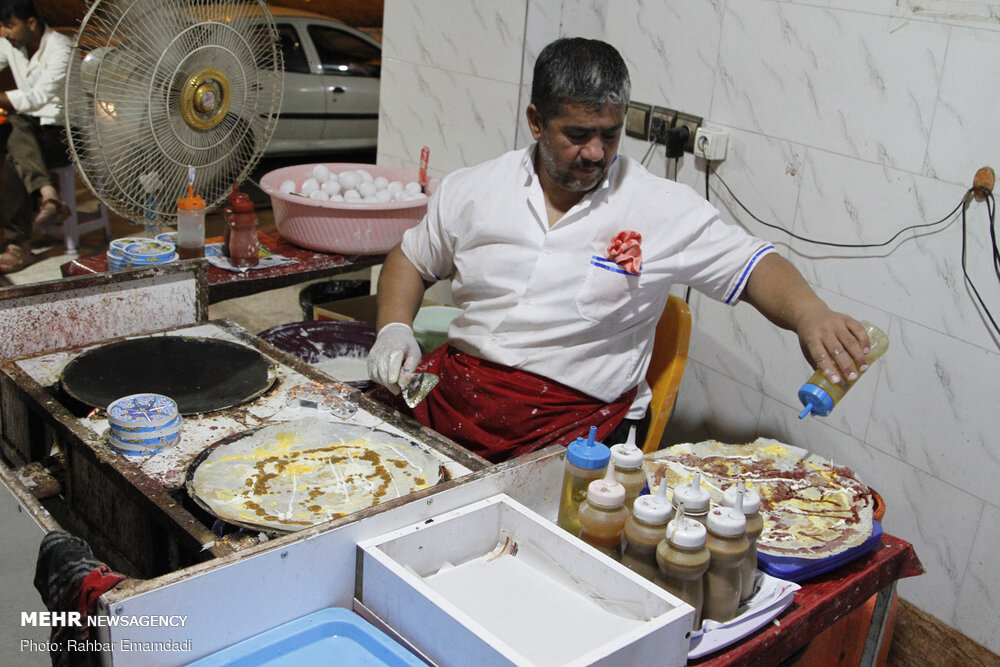
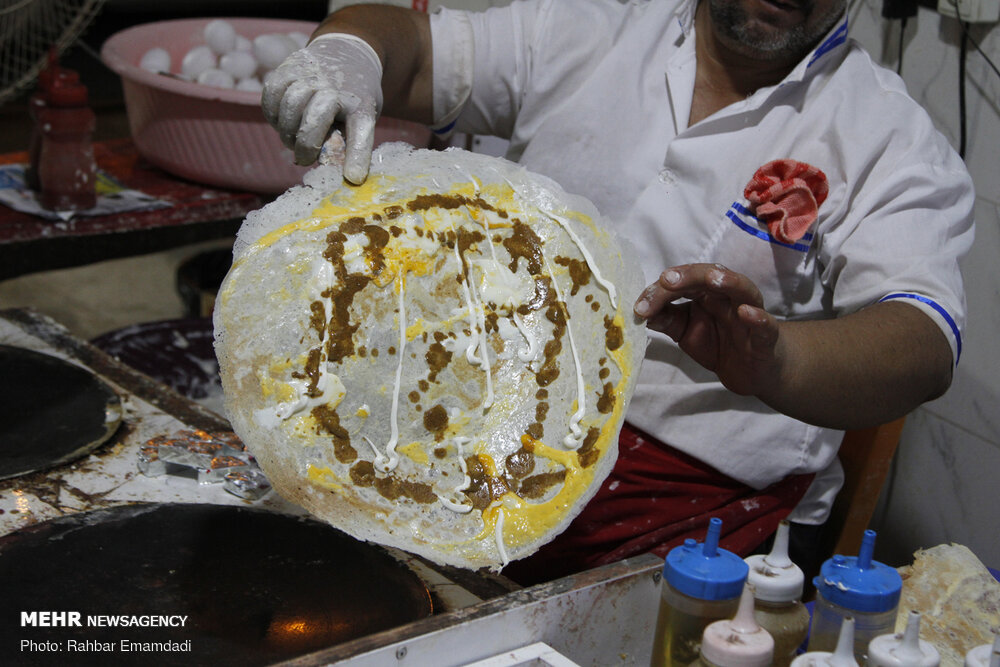
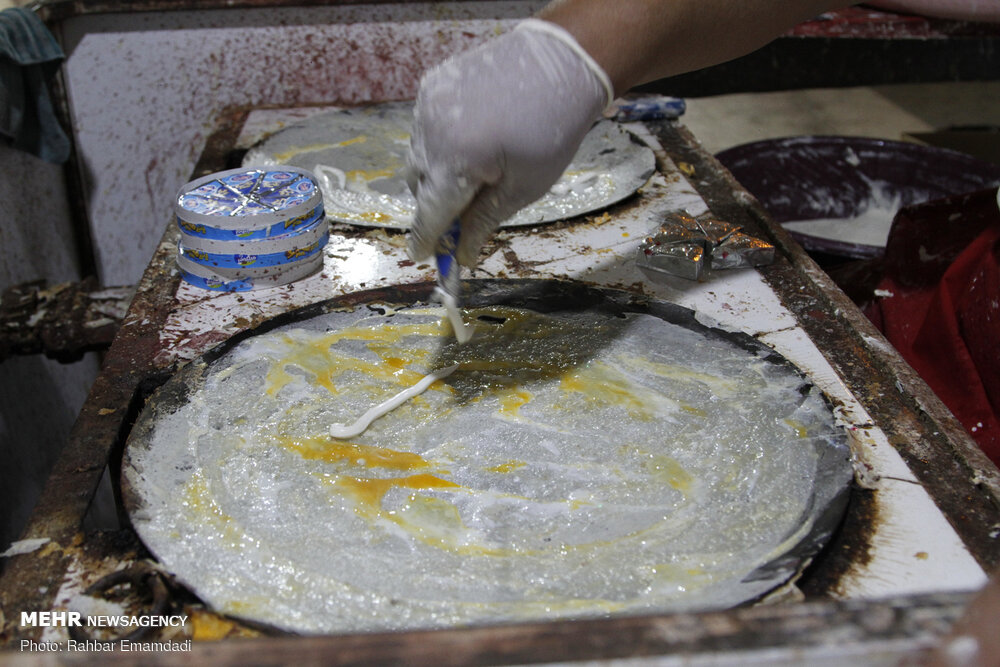
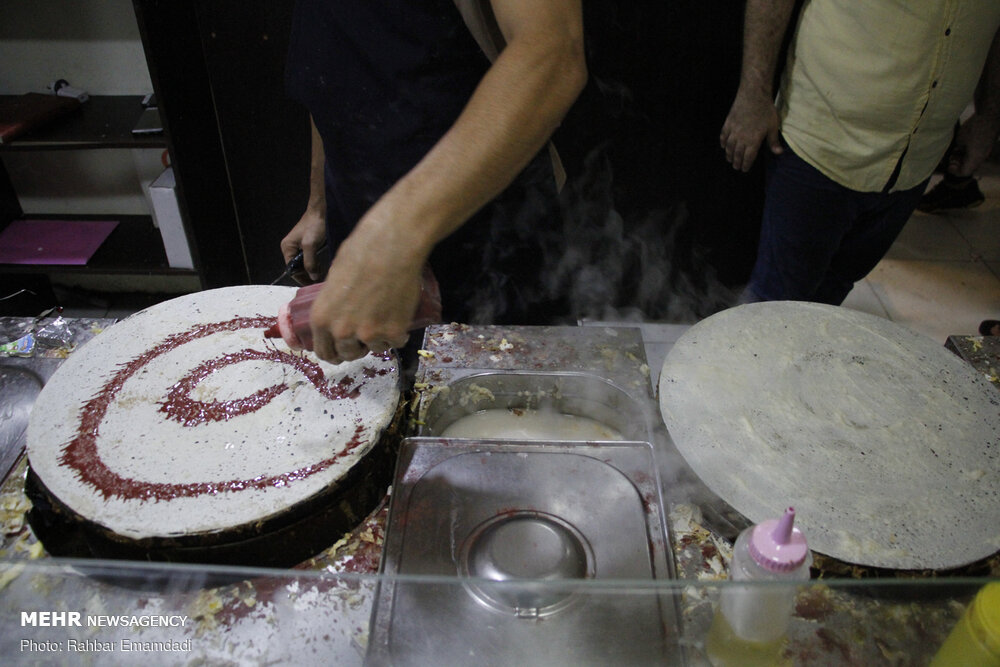
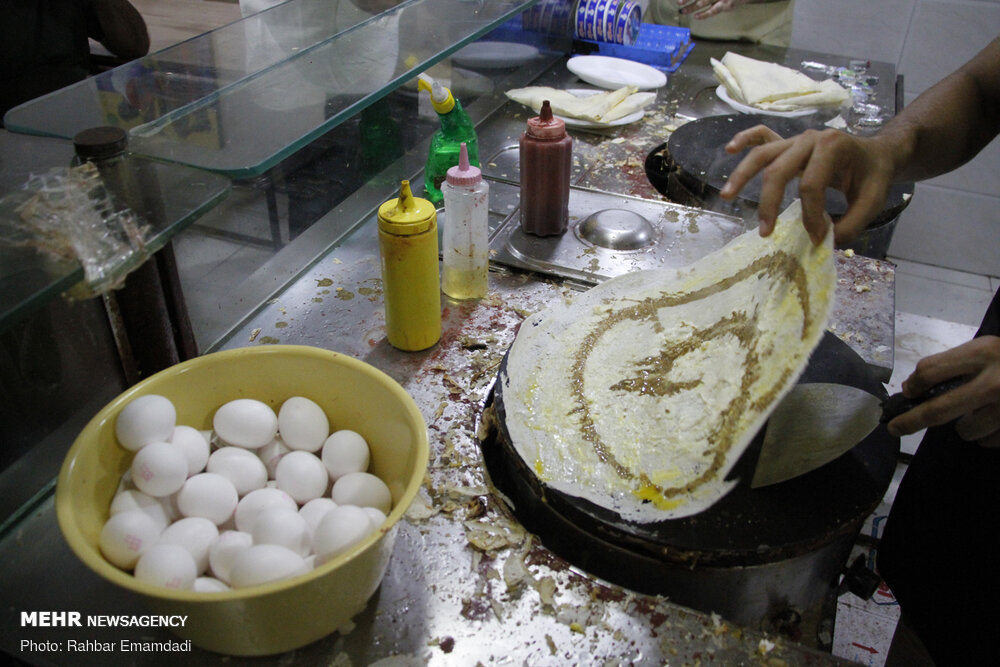
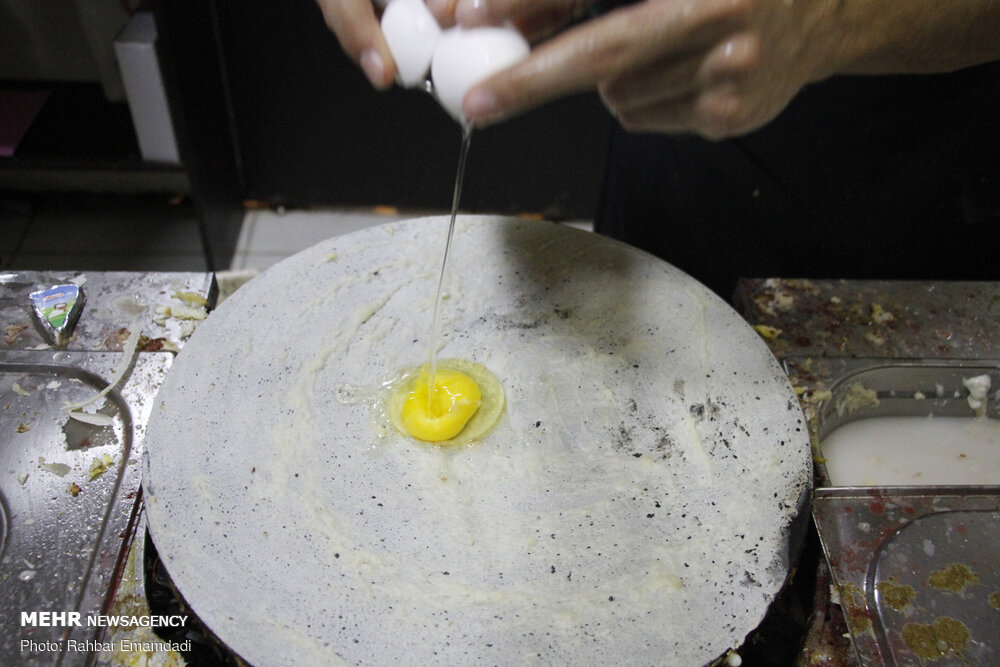
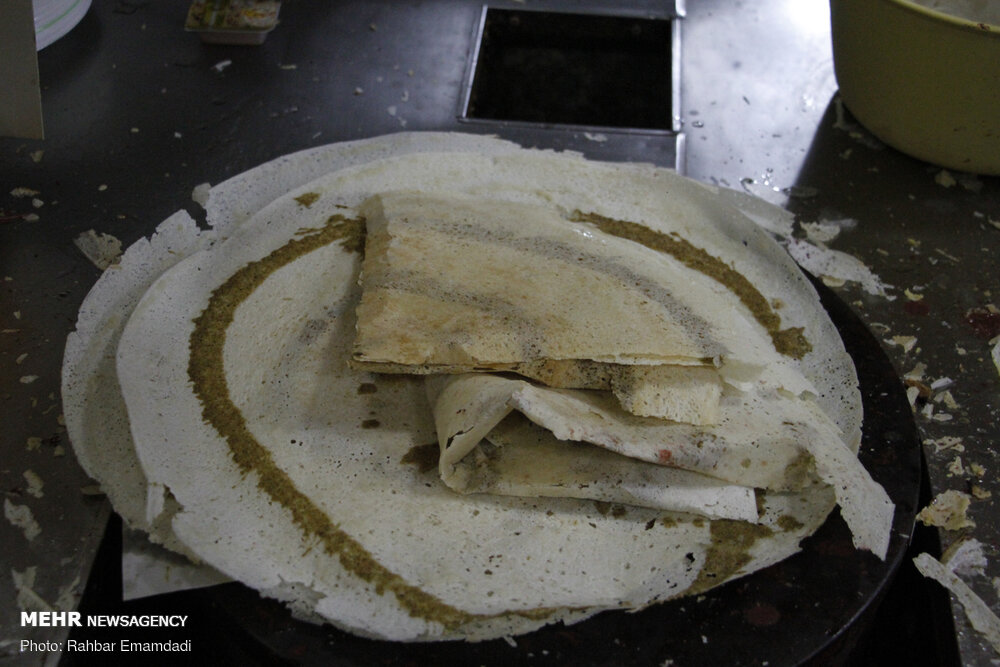
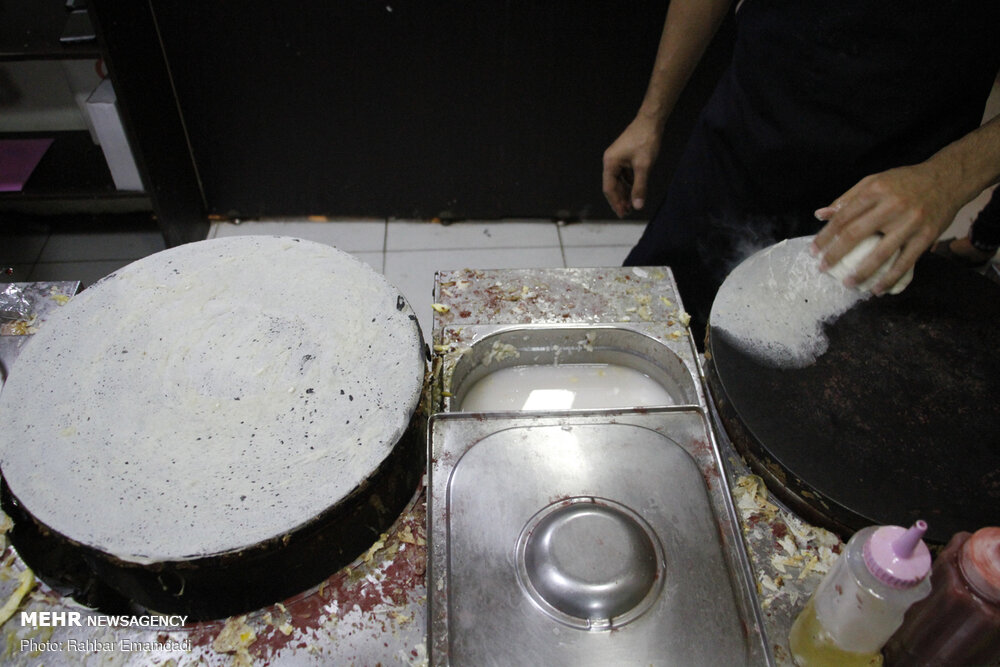